# Гнафія

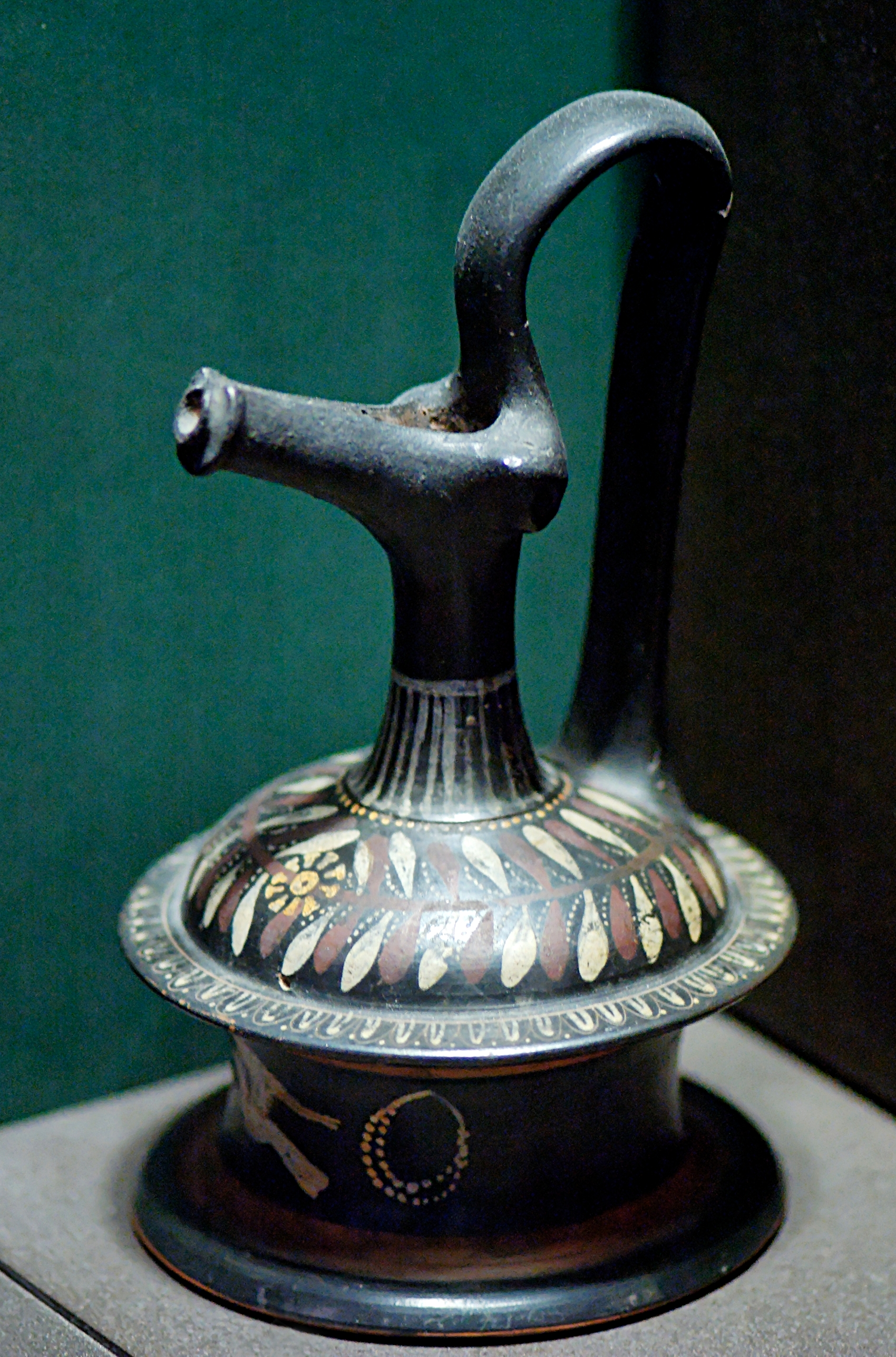
Епіхізис з Апулії у стилі гнафія, Лувр

Гнафія — стиль грецького вазопису, популярний у IV столітті до н. е. Одержав свою назву за містом Гнафія у східній Апулії, де в середині XIX століття були виявлені перші керамічні вироби, виконані в цьому стилі. Виробництво кераміки, прикрашеної гнафією, розпочалося приблизно у 370—360 роках до н. е. в Апулії, коли червонофігурний вазопис став поліхромним.
Для гнафій характерно нанесення різнобарвного барвистого візерунку безпосередньо на чорнолакову основу. На додаток до різнобарвних фарб на гнафії наносилися також візерунки за допомогою насічок. Сюжети, зображувані на гнафіях, різноманітні — це Ерот, жінки та їх повсякденне життя, театральні сцени, діонісійські сцени, причому розпис часто розташовувався виключно у верхній частині посудини. Нижня частина прикрашалася переважно орнаментом. У стилі гнафіі зазвичай розписувалися дзвоноподібні кратери, пеліки, ойнохої і скіфоси. Найвідомішими майстрами гнафії вважаються вазописці Конакіс і Вазописець троянд.